# Šimei Futabatei
Šimei Futabatei (japonsky 二葉亭 四迷, Futabatei Šimei, rodným jménem Tacunosuke Hasegawa (長谷川 辰之助); 4. dubna 1864 Tokio – 10. května 1909 Bengálský záliv) byl japonský spisovatel, překladatel ruské a anglické prózy do japonštiny, novinář, spoluzakladatel Japonsko-polského sdružení.

## Život
Narodil se v aristokratické rodině o samurajských tradicích. V letech 1881–1886 studoval v Tokijské škole cizích jazyků na fakultě ruské filologie, kde ho zvláštně zaujala tvorba ruských klasiků.
Roku 1887 vydal své nejdůležitější dílo, jež ovlivnilo pozdější japonskou prózu a zavedlo nový literární sloh, spočívající v psaní řečí podobné mluvené řeči. Byla to kniha Ukigumo (1887, Plující oblak) považovaná za první moderní japonský román.
Dalších deset let nenapsal ani knihu. V letech 1889–1897 pracoval jako překladatel novin z angličtiny a ruštiny pro vládní kancelář oficiálních tisků. Roku 1898 zároveň začal práci jako přednášející ruštiny na škole, v níž studoval. Roku 1902 vyjel do kontinentální Asie, pobývaje v Číně a Rusku. Po návratu do Japonska roku 1903 stal se korespondentem deníku Asahi šimbun v Tokiu.
Roku 1906 se spřátelil s Bronisławem Piłsudským (bratrem Józefa Piłsudského), který se po opuštění trestanecké kolonie na Sibiři věnoval výzkumu kultury Ainu, a po vypuknutí rusko-japonské války přibyl do Japonska. Během dalších měsíců známosti se Futabetei o Piłsudského postaral a umožnil mu poznat několik důležitých osobností, mj. ministra zahraničních věcí a premiéra Šigenobu Ókumy nebo Taisuke Itagakiho, vůdce Hnutí za svobodu a lidská práva. Výsledkem jejich přátelství vzniklo Japonsko-polské sdružení, jež se zabývalo kulturní výměnou mezi oběma zeměmi.
V tomto období vznikly dvě jiné knihy – Sono Omokage (1906, Jeho podoba) a Heibon (1907, Všednost). Roku 1908 začal pracovat jako tiskový korespondent v Sankt-Petěrburgu. Nikdy se už nevrátil do Japonska, v květnu 1909 zemřel na tuberkulózu na lodi v Bengálské zálivu.

## Dílo
- Šósecu sóron (1886, Obecné poznámky k románu), literárně-teoretické dílo vycházející z Bělinského.
- Ukigumo (1887, Plující oblak), kniha považovaná za první moderní japonský román vypráví o deziluzi, provázející mladého muže na jeho cestě životem.
- Sono Omokage (1906, Jeho podoba), román o beznadějném milostném vztahu.
- Heibon (1907, Všednost), román, česky také jako Prostřednost, částečně autobiografické vyprávění o osudech venkovského chlapce, jenž přijíždí na studia do města. Autor v knize čí všední život všedního člověka a jehe životní zklamání, když poznává faleš a frázovitost lidí i soudobých literárních směrů.

## Česká vydání
- Dva z Tókja, Praha: Čin 1943, přeložila Vlasta Hilská, kniha obsahuje romány Jeho podoba a Prostřednost.
- Všednost, Praha: SNKLHU 1957, přeložila Vlasta Hilská.